# Папуга-довгокрил сенегальський
Папуга-довгокрил сенегальський (Poicephalus senegalus) — вид папугоподібних птахів родини папугових (Psittacidae). Поширений в Західній Африці.

## Поширення
Він широко поширений в Західній Африці в південно-сахарському поясі. Ареал вид тягнеться від Сенегалу до Чаду. Мешкає в посушливих саванах і відкритих лісах, багатих на баобаб (Adansonia digitata).

## Опис
Компактний і спритний папуга, завдовжки близько 23 см. Має основний насичений зелений колір у верхній частині та жовтий з помаранчевим відтінком у нижній частині. Голова покрита великим сірим капюшоном, шия блідо-зелена. Вид демонструє невеликий статевий диморфізм, оскільки підхвістя самця жовте, а самиці зелене.

## Підвиди
Виділяють два підвиди:
- P. s. senegalus (номінальний підвид): цей підвид має жовтий жилет; його рідний ареал включає Сенегал, південь Мавританії, південь Малі до Гвінеї та острова Лобос.
- P. s. versteri: цей підвид має темно-оранжевий або червоний жилет; його ареал — від Кот-д'Івуару та Гани на схід до західної Нігерії.

## Спосіб життя
Живе парами або невеликими групами по 10-20 особин, які іноді також здійснюють невеликі локальні міграції з півночі на південь у сухі сезони. Харчується насінням, плодами (любить інжир), пагонами і бруньками. Репродуктивний період починається із закінченням сильних дощів і триває з вересня по листопад. Зазвичай гніздо влаштовують у дуплі великого баобаба: сюди самиця відкладає 2-3 яйця, які висиджує 28 днів. Молодняк оперяється приблизно на дев'ятому-десятому тижні життя.